# Carolina Freyre de Jaimes
Carolina Freyre Arias (Tacna, 4 de gener de 1844 - Buenos Aires, 29 de maig de 1916), també coneguda com Carolina Freyre de Jaimes, va ser una escriptora, poeta, dramaturga i novel·lista peruana, pionera entre les dones del periodisme de Llatinoamèrica.
Freyre va néixer a la ciutat de Tacna, al sud del Perú. Era una dels sis fills del matrimoni entre Juana Arias i Andrés Freyre Fernández. El seu pare va ser director de diversos diaris i propietari d'una impremta, Carolina Freyre va estudiar en el Col·legi Nacional de Educandas de Tacna, i va ser a una edat molt primerenca professora de matemàtiques, Va publicar els seus primers versos als seus catorze anys.

## Trajectòria
En els seus treballs periodístics es va ocupar de qüestions socials. El 30 de desembre de 1871 va començar a publicar a El Correo de Lima articles sobre l'educació, l'esperit científic del segle, l'educació de la dona, etc. En 1872, va començar a col·laborar com a comentarista del diari La Pàtria i paral·lelament va publicar assajos de contingut històric.
Va fundar al costat d'altres escriptors joves la Confraria Lírica, que posteriorment seria coneguda com Bohemia tacneña.
A Lima va formar part d'un grup social d'intel·lectuals establert a la ciutat a la dècada de 1870. El grup de dones escriptores establertes a Lima en aquesta època va estar conformat per Teresa González de Fanning de Ancash, Mercedes Cabello de Cusco i Clorinda Matto, també de Cusco. El grup va crear un clima favorable a la literatura i va ser establert en part a través de diferents espais culturals entre els quals es destaquen les vetllades literàries que es desenvolupaven a la casa de l'argentina Manuela Gorriti. Freyre va fer amistat amb Ricardo Palma, a qui possiblement va conèixer en aquestes vetllades.
El 23 de maig de 1874, al costat de Manuela Gorriti, va llançar la primera edició de El Álbum-Revista semanal pera el bello sexo i la Revista La Alborada. L'Álbum va ser la primera revista femenina dirigida per dones. La direcció compartida es va perllongar fins al núm. 16, en què Freyre n'assumiria la responsabilitat total. A aquest setmanari, Freyre hi desenvolupava la seva columna "Revista de Lima", la qual ja publicava des de feia anys al diari La Pàtria (1871-1882).

## Vida personal
Carolina Freyre va estar casada amb l'escriptor bolivià Julio Lucas Jaimes, anomenat "Brocha Gorda", amb qui va tenir sis fills: Federico, María, Carolina, Julia, Rosa, Raúl, qui es convertiria en pintor, i el conegut poeta Ricardo Jaimes Freyre.
Freyre va desenvolupar la seva vida entre Tacna, Lima, Sucre i Buenos Aires. La família que va formar amb el seu marit va viure a Tacna durant part de el període d'ocupació xilena d'aquest territori. El seu germà Andrés Freyre Arias va ser un personatge destacat durant la Guerra del Pacífic i va treballar al costat de Carolina i el seu pare en les iniciatives editorials i periodístiques de la família Freyre, que tenia gran influència cultural a Tacna amb publicacions com El Tacora, iniciada per Freyre Fernández i clausurada durant el període de l'ocupación.

## Obres
Poesia
- La bella tacneña,1860
- Amigo Federico,1887

Novel·la
- El regalo de boda,1887

Teatre
- María de Bellido,1877
- Blanca de Silva,1879
- Pizarro (s.f.)

## Homenatges
La ciutat de Tacna va anomenar un carrer de la urbanització Barrientos en el seu honor.